# День молитви за довкілля
День молитви за довкілля, також Всесвітній екологічний день Творця, також День охорони створіння — християнське екологічне свято, день молитви і відповідальності за створений Богом світ. Відзначається щорічно 1 вересня.

## Історія
Започатковане у 1989 з ініціативи Вселенського Патріарха Димитрія І, який закликав увесь християнський світ у день початку нового церковного року (14 вересня за Юліанським календарем) до щорічної спільної молитви та практичних зусиль, спрямованих на порятунок природи.
До цієї ініціативи долучились церкви православної, католицької та протестантської традицій. 
Того ж 1989 року в Європі розпочала свою діяльність Європейська мережа екологічної співпраці християн (European Christian Environmental Network).

## Час для створіння
Враховуючи рекомендації Всесвітньої Ради Церков та Ради Єпископських Конференцій Європи численні Християнські Церкви присвячують особливу увагу питанню відповідальності за природу у «Часі для створіння», який триває від 1 (14 за старим стилем) вересня – початку Нового церковного року до 4 (17 за стаоим силем) жовтня (св. Франциска з Асизу, покровителя екологів і створіння), проводячи різні молитовні, наукові та освітньо-виховні заходи, а також практичні акції екологічного спрямування.